# 식신로드
《식신로드》는 iHQ 계열 PP 채널인 K-STAR의 음식 전문 버라이어티 쇼 프로그램이다.

## 방송 시간
| 방송 채널 | 방송 기간                           | 방송 시간                         | 방송 분량 | 비고      |
| --------- | ----------------------------------- | --------------------------------- | --------- | --------- |
| K-STAR    | 2010년 11월 26일 ~ 2011년 5월 6일   | 매주 금요일 밤 11:00 ~ 12:00      | 60분      | 독립 편성 |
| K-STAR    | 2011년 5월 27일 ~ 2011년 8월 5일    | 매주 금요일 밤 11:00 ~ 12:00      | 60분      | 독립 편성 |
| K-STAR    | 2011년 8월 19일 ~ 2011년 11월 4일   | 매주 금요일 밤 11:00 ~ 12:00      | 60분      | 독립 편성 |
| K-STAR    | 2011년 11월 18일 ~ 2011년 12월 2일  | 매주 금요일 밤 11:00 ~ 12:00      | 60분      | 독립 편성 |
| K-STAR    | 2011년 5월 14일 ~ 2011년 5월 21일   | 매주 토요일 낮 12:00 ~ 1:00       | 60분      | 독립 편성 |
| K-STAR    | 2011년 11월 12일                    | 매주 토요일 낮 12:00 ~ 1:00       | 60분      | 독립 편성 |
| K-STAR    | 2011년 12월 10일 ~ 2014년 12월 13일 | 매주 토요일 낮 12:00 ~ 1:00       | 60분      | 독립 편성 |
| K-STAR    | 2014년 12월 27일 ~ 2015년 3월 14일  | 매주 토요일 낮 12:00 ~ 1:00       | 60분      | 독립 편성 |
| K-STAR    | 2015년 3월 28일 ~ 2015년 12월 26일  | 매주 토요일 낮 12:00 ~ 1:00       | 60분      | 독립 편성 |
| K-STAR    | 2011년 8월 11일                     | 매주 목요일 낮 3:00 ~ 4:00        | 60분      | 독립 편성 |
| K-STAR    | 2014년 12월 20일                    | 매주 토요일 낮 11:55 ~ 오후 12:55 | 60분      | 독립 편성 |
| K-STAR    | 2015년 3월 21일                     | 매주 토요일 낮 11:55 ~ 오후 12:55 | 60분      | 독립 편성 |
| K-STAR    | 2016년 3월 17일 ~ 2016년 6월 9일    | 매주 목요일 밤 9:00 ~ 10:00       | 60분      | 독립 편성 |
| K-STAR    | 2017년 10월 26일 ~ 2018년 1월 25일  | 매주 목요일 밤 9:00 ~ 10:00       | 60분      | 독립 편성 |
| K-STAR    | 2018년 3월 15일 ~ 2018년 5월 31일   | 매주 목요일 밤 9:00 ~ 10:00       | 60분      | 독립 편성 |

## 방송 시리즈
| 방송 시즌 | 방송 횟수 | 방송 제목  | 방송 기간                           | 출연진 및 패널                                  |
| --------- | --------- | ---------- | ----------------------------------- | ----------------------------------------------- |
| 1기       | 266회     | 식신로드   | 2010년 11월 26일 ~ 2015년 12월 26일 | 정준하, 박지윤, 이재훈                          |
| 2기       | 13회      | 식신로드 2 | 2016년 3월 17일 ~ 2016년 6월 9일    | 정준하, 미노, 돈 스파이크, 하하, 윤보미, 김남주 |
| 3기       | 12회      | 식신로드 3 | 2017년 10월 26일 ~ 2018년 1월 25일  | 정준하, 김신영, 이상민                          |
| 4기       | 11회      | 식신로드 4 | 2018년 3월 15일 ~ 2018년 5월 31일   | 정준하, 김신영, 이상민, 은서                    |

## 방송 역사
음식점을 위주로 소개하는 프로그램이다. 맛집 선정에 대한 공정성을 확보하기 위해 협찬을 받지 않는 것으로 알려져 있다. 진행자와 출연자들의 숟가락 점수로 맛집을 평가한다. 시즌 2는 인터넷 방송과 결합된 방식으로 LIVE라는 단어를 붙이고 게스트 제도를 폐지하여 하하, 미노, 돈 스파이크, 에이핑크의 윤보미, 김남주가 정준하와 함께 진행했지만 시즌 1보다 못하다는 부정적인 평가를 받고 방영 2개월만에 종영한다. 제작진이 시즌 3는 논의하지 않을 것이라고 밝혀 시즌2의 실패로 인해 완전히 역사 속으로 사라지는듯 했으나 2017년 시즌 3 제작이 확정됐다. 2018년 5월 31일에는 시즌 4가 방송 종료되었다.

## 같이 보기
- 식신원정대 (MBC 드라마넷과 MBC 에브리원 공동 방영)

## 수상
- 2015년 제9회 케이블TV 방송대상 드라마/엔터테인먼트 부문 PP 작품상